# Heiner Barz

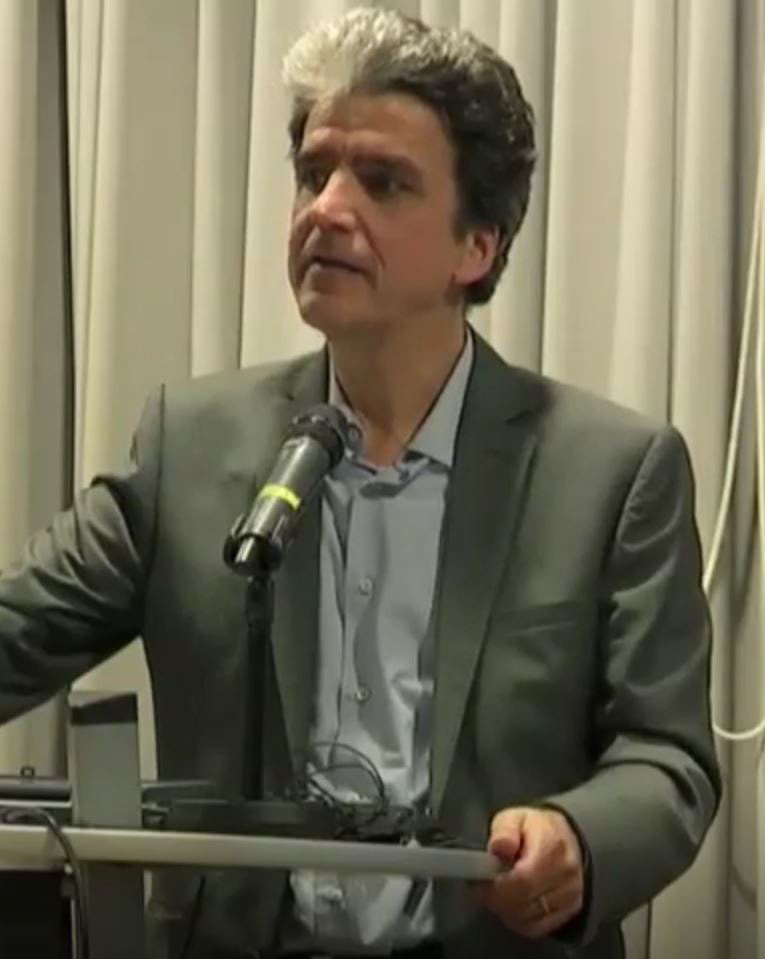
Heiner Barz spricht auf einer Veranstaltung des IIK e.V.

Heiner Barz (* 1957 in Stuttgart-Bad Cannstatt) ist ein deutscher Bildungsforscher. 2001 wurde er als Professor für Erziehungswissenschaft an die Heinrich-Heine-Universität Düsseldorf berufen, wo er die Abteilung für Bildungsforschung und Bildungsmanagement leitet. Von 2009 bis 2018 war er ehrenamtlich Vorsitzender des Instituts für Internationale Kommunikation mit Standorten in Düsseldorf und Berlin.

## Leben
Nach seinem Studium der Erziehungswissenschaft, Soziologie und Politikwissenschaft an der FU Berlin und der Ruprecht-Karls-Universität in Heidelberg wurde Heiner Barz 1992 bei Micha Brumlik zum Dr. phil. promoviert. 1999 folgte die Habilitation "Weiterbildung und soziale Milieus" in Freiburg i. Br. bei Rudolf Tippelt. 2001 erfolgte die Berufung an die Heinrich-Heine-Universität Düsseldorf als Universitätsprofessor für Bildungsforschung und Bildungsmanagement. Seine Forschungsaktivitäten beinhalten – oft im Rahmen von erfolgreich eingeworbenen Drittmittelprojekten – Themen, die sich auf Innovationsfelder (Reformpädagogik, Bildungsreform, kulturelle Bildung, eLearning) beziehen oder an Schnittstellen zur Soziologie (Migrationssoziologie, Bildungssoziologie, Jugendsoziologie), zur Wirtschaftswissenschaft (Bildungsfinanzierung, Bildungsmarketing, Bildungscontrolling) und zur Philosophie (Wertewandel, postmoderne Religion) angesiedelt sind.
Auf größere Resonanz stießen u. a. die empirischen Studien zu „Jugend und Religion“, den „Bildungserfahrungen an Waldorfschulen“ und „Bildungserfahrungen an Montessorischulen“, oder die von der Stiftung Mercator und der Vodafone Stiftung geförderte Studie „Große Vielfalt, weniger Chancen“. Insbesondere als Reformpädagogik-Experte und Kritiker einer einseitig auf standardisierte Tests ausgerichteten Schulpädagogik ist Heiner Barz oft als Interviewpartner (u. a. dpa, Zeit, Handelsblatt, s. Weblinks) gefragt.
Seit 2009 schreibt Heiner Barz in unregelmäßiger Folge unter dem Titel „Professoren-Leben“ Kolumnen für die Hochschulseite der Rheinischen Post. 2009 wurde er zum Vorstandsvorsitzenden des Instituts für Internationale Kommunikation e.V. (IIK) gewählt, einem universitätsnahen Sprachkursanbieter für die Vorbereitung von Studierenden auf ein Auslandsstudium mit Schwerpunkt Deutsch als Fremdsprache; der Jahresumsatz betrug 2017 6,8 Mio. Euro. Die von ihm initiierte IIK-Abendakademie nahm den Gedanken der Bürgeruniversität – inzwischen Bestandteil des Leitbilds der HHU – vorweg. Themen der auch als Buchpublikationen vorliegenden Reihen waren „Bildung und Migration“ (u. a. mit dem damaligen Integrationsminister Armin Laschet, 2010/2011), „Gehört der Islam zu Deutschland?“ (2012), „Ausländische Fachkräfte“ (2013/14) „Flüchtlinge willkommen – und dann?“ (2015/16) „Back in the USSR?“ (2016/17) (s. Werke).
Ab 2016 konnte er das Konzept des Service-Learning an der HHU implementieren – zunächst im Bereich Flüchtlingshilfe, seit 2018 auch zum Thema Diversity und Inklusion.
2001 startete sein „Online-Lehrbuch-Jugendforschung“ als erstes eLearning-Projekt der HHU. Seine kritische Sicht auf den willkürlichen Umgang mit Plagiatsverdachtsfällen an deutschen Hochschulen wurde u. a. in Cicero, Zeit, Welt aufgegriffen. Dem „Rat für kulturelle Bildung“ hat er einen auf die hegemoniale Hochkultur verengten Kulturbegriff vorgeworfen. In der durch den Medienwissenschaftler Bernhard Pörksen ausgelösten Debatte über die rückläufige gesellschaftliche Einflussnahme der Professorenschaft vermisste er am Beispiel eines offenen Briefs von PISA-Kritikern „Ekstasen des riskanten Denkens“. Die deutsche Berichterstattung zur Gülen-Bewegung sieht er durch eine Allianz aus antireligiösen Affekten, verschwörungstheoretischer Sekten-Jägerei und kemalistisch-laizistischen Mentalitäten geprägt, in der moderate Appelle kaum eine Chance haben.
Seit 2011 ist Heiner Barz Mitglied im wissenschaftlichen Beirat des Sinus-Instituts.

## Werke

### Als Autor
- Reformpädagogik : Innovative Impulse und kritische Aspekte. Beltz, Weinheim 2018, ISBN 978-3-407-25737-6.
- mit Meral Cerci: Frauen in Kunst und Kultur. Springer, Wiesbaden 2015, ISBN 978-3-658-07263-6.
- mit Katrin Barth, Meral Cerci-Thoms, Zeynep Dereköy, Mareike Först, Thi Thao Le und Igor Mitchnik: Große Vielfalt, weniger Chancen : Die Ergebnisse der Studie "Bildung, Milieu und Migration" – Bildungserfahrungen und Bildungsziele von Menschen mit Migrationshintergrund in Deutschland. Stiftung Mercator, Essen 2015. (d-nb.info; zum Volltext)
- Schulfinanzierung kontrovers: Befunde, Positionen, Ideologien. In: Institut für Bildungsforschung und Bildungsrecht e.V. (Hrsg.): Gerecht und effizient. Anforderungen an die Schulfinanzierung. Nomos, Baden-Baden 2013, ISBN 978-3-8487-0512-2, S. 11–27.
- mit Sylva Liebenwein und Dirk Randoll: Bildungserfahrungen an Montessorischulen : Empirische Studie zu Schulqualität und Lernerfahrungen. Springer, Wiesbaden 2013, ISBN 978-3-531-19089-1.
- mit Sylva Liebenwein und Dirk Randoll: Bildungserfahrungen an Waldorfschulen : Empirische Studie zu Schulqualität und Lernerfahrungen. Springer, Wiesbaden 2012, ISBN 978-3-531-18508-8.
- Zum Stellenwert von Religion für junge Menschen heute. In: Herbert-Quandt-Stiftung (Hrsg.): Religionen in der Schule. Bildung in Deutschland und Europa vor neuen Herausforderungen. Societäts Verlag, Bad Homburg v. d. Höhe 2007.
- Adoleszenz und Identität im Lebenslauf. In: Tenorth, Heinz-Elmar; Tippelt, Rudolf (Hrsg.): Lexikon Pädagogik. Beltz, Weinheim 2007, ISBN 978-3-407-83155-2.
- mit Rudolf Tippelt, Jutta Reich, Aiga von Hippel und Dajana Baum: Weiterbildung und soziale Milieus in Deutschland. Bd. 1–3. Bertelsmann, Bielefeld 2004–2008, ISBN 978-3-7639-1904-8.
- Pubertät: Religionswissenschaftlich. In: Betz, Hans Dieter; Janowski, Bernd; Browning, Don; Jüngel, Eberhard (Hrsg.): Handwörterbuch "Religion in Geschichte und Gegenwart". Mohr Siebeck, Tübingen 1998, ISBN 978-3-8252-8401-5.
- Was Jugendlichen heilig ist!? Bd. 1, Prävention im Bereich Sinnfragen, Patchwork-Religion, Heilsversprechen, Okkultismus. Sozia Verlag, Freiburg i. Br. 1998, ISBN 978-3-930267-12-5.
- Anthroposophie im Spiegel von Wissenschaftstheorie und Lebensweltforschung: zwischen lebendigem Goetheanismus und latenter Militanz. Beltz, Weinheim 1994, ISBN 978-3-89271-458-3.
- Postsozialistische Religion am Beispiel der jungen Generation in den neuen Bundesländern. Mit einem Vorwort von Shmuel Noah Eisenstadt. Teil 3 des Forschungsberichts "Jugend und Religion". Leske und Budrich, Opladen 1993, ISBN 978-3-8100-0995-1.
- Postmoderne Religion am Beispiel der jungen Generation in den alten Bundesländern. Mit einem Vorwort von Thomas Luckmann. Teil 2 des Forschungsberichts "Jugend und Religion". Leske und Budrich, Opladen 1992, ISBN 978-3-8100-0994-4.
- Religion ohne Institution? Eine Bilanz der sozialwissenschaftlichen Jugendforschung. Mit einem Vorwort von Georg Schmid. Teil 1 des Forschungsberichts "Jugend und Religion". Leske und Budrich, Opladen 1992, ISBN 978-3-8100-0993-7.
- Der Waldorfkindergarten. Geistesgeschichtliche Ursprünge und Entwicklungspsychologische Begründung seiner Praxis. Beltz, Weinheim 1984. ISBN 978-3-407-50115-8.

### Als Herausgeber
- Hedwig Koch: Mein Weg mit Robert Koch. Wallstein, Göttingen 2023, ISBN 978-3-8353-5328-2.
- Handbuch Bildungsreform und Reformpädagogik. Springer, Wiesbaden 2018, ISBN 978-3-658-07491-3.
- mit Klaus Spenlen: Islam und Bildung. Auf dem Weg zur Selbstverständlichkeit. Mit einem Vorwort von Cem Özdemir. Springer, Wiesbaden 2018, ISBN 978-3-658-15015-0.
- Flüchtlinge willkommen – und dann? : die Flüchtlingskrise als Herausforderung für Gesellschaft und Bildung. düsseldorf university press, Düsseldorf 2017, ISBN 978-3-95758-036-8.
- mit Matthias Jung: Ausländische Fachkräfte gesucht : voreilig?, notwendig?, willkommen? düsseldorf university press, Düsseldorf 2015, ISBN 978-3-943460-85-8.
- Migration und Bildung : sozialwissenschaftliche und integrationspolitische Perspektiven. düsseldorf university press, Düsseldorf 2011, ISBN 978-3-940671-89-9.
- mit Martina Kessel, Bertram Müller und Tanja Kosubek: Aufwachsen mit Tanz. Erfahrungen aus Praxis, Schule und Forschung. Beltz, Weinheim 2011, ISBN 978-3-407-25560-0.
- Handbuch Bildungsfinanzierung. VS Verlag, Wiesbaden 2010, ISBN 978-3-531-16185-3.
- mit Dirk Randoll: Absolventen von Waldorfschulen: eine empirische Studie zu Bildung und Lebensgestaltung. VS Verlag, Wiesbaden 2007, ISBN 978-3-531-15405-3.